# Episodi de I Cesaroni (quinta stagione)

Immagine della sigla di questa stagione

La quinta stagione della serie televisiva I Cesaroni è andata in onda dal 14 settembre al venerdì 14 dicembre 2012 ed è composta da 29 episodi.
| nº | Titolo                                   | Prima TV Italia   |
| -- | ---------------------------------------- | ----------------- |
| 1  | L'arte di amare                          | 14 settembre 2012 |
| 2  | A folle velocità                         | 14 settembre 2012 |
| 3  | Bagliore nel cielo                       | 21 settembre 2012 |
| 4  | L'eterna giovinezza                      | 21 settembre 2012 |
| 5  | Un segnalibro nel cuore                  | 28 settembre 2012 |
| 6  | Padre vero                               | 28 settembre 2012 |
| 7  | Lontano dai pregiudizi                   | 5 ottobre 2012    |
| 8  | Tu musica divina                         | 12 ottobre 2012   |
| 9  | Dall'amor rapito                         | 12 ottobre 2012   |
| 10 | Genio tra le pagine                      | 19 ottobre 2012   |
| 11 | Miracolosamente                          | 19 ottobre 2012   |
| 12 | Mai al tappeto                           | 21 ottobre 2012   |
| 13 | Un passo alla volta                      | 21 ottobre 2012   |
| 14 | Milano andata e ritorno                  | 28 ottobre 2012   |
| 15 | Ad occhi chiusi                          | 2 novembre 2012   |
| 16 | Contro tutto e tutti                     | 2 novembre 2012   |
| 17 | Da occidente a oriente                   | 9 novembre 2012   |
| 18 | Senza mezze misure                       | 9 novembre 2012   |
| 19 | Sognando la realtà                       | 16 novembre 2012  |
| 20 | Con nobili princìpi                      | 16 novembre 2012  |
| 21 | Alla ricerca del tempo passato           | 26 ottobre 2012   |
| 22 | Scommesse                                | 23 novembre 2012  |
| 23 | Vecchie leggende                         | 23 novembre 2012  |
| 24 | La ricetta perfetta                      | 30 novembre 2012  |
| 25 | Inutile nascondersi                      | 30 novembre 2012  |
| 26 | Siamo tutti così                         | 7 dicembre 2012   |
| 27 | Uguali e diversi                         | 7 dicembre 2012   |
| 28 | Un vero dramma                           | 14 dicembre 2012  |
| 29 | Ci sono della gente che non li fanno più | 14 dicembre 2012  |

## L'arte di amare
- Diretto da: Francesco Vicario
- Scritto da: Giulio Calvani

### Trama
Trascorsa l'estate, i Cesaroni tornano a casa dalle vacanze.
Giulio e Mimmo, che hanno passato insieme un mese in Sardegna, incontrano per caso Lucia che è a Roma per una mostra; Rudi è tornato per dimenticarsi Miriam: i tre vengono accolti da Alice che non ha sistemato casa.
Anche Marco fa ritorno, ma non vuole andare a casa e si fa ospitare qualche giorno dal suo vecchio amico Francesco, tra l'altro proprietario del bar Boombay.
In bottiglieria Giulio conosce Maya Smith, una ragazza italo-inglese che aiuta Mimmo con i compiti di inglese: vedendo come è brava, Giulio le chiede di dargli ripetizioni a casa, ma la giovane stranamente non accetta.
In realtà, Maya è una principessa che vorrebbe una vita normale: quando scopre che nel corso di fotografia che sta frequentando ha vinto un concorso su raccomandazione, chiede a sua nonna di potersi stabilire lontana da casa e nell'anonimato per qualche mese.
Maya accetta la proposta di Giulio che decide di assumerla in prova come ragazza alla pari, quindi si stabilirà nella mansarda e dovrà dare una mano nelle faccende domestiche, oltre naturalmente alle lezioni per Mimmo.
Alice apre lo zaino di Rudi e ci trova dei reggiseni, questo vuol dire che c'è stato uno scambio di zaini: i due trovano su Keep&Touch il vero proprietario, un ragazzo di nome Vinicio, e concordano lo scambio.
Alice resta delusa nel vedere che Miriam ha spedito molti messaggi a Rudi durante l'estate per riconciliarsi, ma lui non ha mai risposto: a sorpresa Miriam si presenta a scuola perché ha deciso di frequentare un altro anno a Roma e pian piano riesce a riconquistarsi l'affetto di Rudi che in realtà è ancora innamorato di lei. Intanto Marco racconta a Lucia che lui ed Eva ora si sono lasciati e lei gli dice che prima o poi anche Giulio lo verrà a sapere e quindi è meglio se glielo dice al più presto. Nel frattempo conosce meglio la nuova arrivata Maya che inizialmente combina solo guai. Ezio e Cesare sono convinti che il ritorno di Lucia sia dovuto al fatto che vuole tornare con Giulio, così architettano un piano per farli rimettere insieme: fingono che Giulio, da quando si sono lasciati, si sia interessato alla pittura e sia un artista molto bravo. Ezio dipinge un quadro e lo spaccia per un'opera di Giulio: il direttore della mostra di Lucia è molto interessato al dipinto, tanto che Giulio viene invitato a una gara di live painting. Ezio e Cesare hanno un nuovo piano: Giulio farà finta di disegnare qualcosa, intanto loro due consegneranno a Giulio, simulando un momento di confusione, un quadro realizzato da Ezio. Ezio e Cesare fanno cadere il quadro in acqua quindi Giulio è costretto a presentare il suo scarso lavoro in cui ha tracciato degli schizzi e dipinto il profilo di Lucia. La donna apprezza il quadro e lo invita a cena, dove gli racconta che ha una nuova storia con il critico d'arte Fabrizio: Giulio dissimula la propria delusione, invitando Lucia e il nuovo compagno al tradizionale barbecue di inizio anno. Marco fa rientro a casa di notte e, accomodatosi nel suo letto, ci trova Maya.
- Altri interpreti: Susanna Giaroli (spasimante di Marco) e Riccardo Forte (de Robilant, direttore della mostra).
- Ascolti Italia: telespettatori 5 411 000 - share 21,23[1]

## A folle velocità
- Diretto da: Francesco Vicario
- Scritto da: Francesca Primavera

### Trama
Ezio e Barilon sono ai ferri corti: i due decidono di sciogliere la loro attività. Ezio vuole rientrare in possesso della sua vecchia officina, che nel frattempo aveva ceduto alla vedova di Palmiro: la signora Mirella dice che l'ha appena venduta a Marco Filini, soprannominato Er Ventresca, capo di una banda di bikers. Ezio chiede a Giulio e Cesare di accompagnarlo a parlare con Filini: Ezio lo sfida mettendo in palio, oltre al garage, anche la bottiglieria dei Cesaroni. La gara consiste nel rimontaggio di una moto: Ezio sta per vincere, quando Barilon inciampa su di lui e lo fa perdere. Giulio e Cesare preparano i documenti per il passaggio di proprietà della bottiglieria, ma prima di consegnarli a Filini gli chiedono una nuova possibilità. La nuova sfida, chiamata coniglio in umido, è una gara di tiro alla fune con le moto: Ezio è in difficoltà, ma Cesare spalma di nascosto dell'olio per farlo vincere. La bottiglieria è salva ed Ezio torna proprietario dell'officina: Barilon chiede all'ex socio di lasciarsi in buoni rapporti. Maya è decisamente imbranata nei mestieri di casa, essendo sempre stata abituata ad avere intorno la servitù: Marco non le rende certamente la vita facile, in quanto ha capito che la ragazza nasconde qualcosa. Lucia chiede a Marco di dire a suo padre della fine della sua storia con Eva, anche perché sta insistendo nel voler vedere la nipotina: Marco trova il coraggio e gli racconta tutto, promettendogli che non si lascerà abbattere come successo in passato. Rudi gioca uno scherzo pesante a Stefania il primo giorno di scuola, facendo sparire i mobili dal suo ufficio: la donna lo mette in punizione assieme a Budino a lavare la sua macchina nuova. I due ragazzi hanno finito il lavoro, quando due balordi rubano la macchina: Rudi prende un motorino e si getta all'inseguimento dell'automobile, finendo preda dei giovani criminali che però decidono di non fargli nulla e restituire la macchina. Miriam invita Rudi al concerto di un complesso che suona musica soft: Alice sente Rudi ascoltare una loro canzone e pensa che sia innamorato di lei, così organizza un incontro al parco. Quando Rudi arriva sul posto Alice capisce di aver frainteso tutto: il fratellastro è ancora innamorato di Miriam. Stefania viene convocata in centrale, dove scopre che il responsabile del furto della sua macchina è recidivo e sta per finire in carcere. Stefania scopre che si tratta di Diego Bucci, un suo ex studente che ha bocciato ben tre volte: sentendosi responsabile di averlo messo sulla cattiva strada, la donna decide di adottarlo ed evitargli di andare in carcere. Ezio non è molto contento della cosa perché non vuole che qualcuno sostituisca il suo Walter. Alla luce del migliorato rendimento scolastico di Mimmo, Giulio decide di soprassedere all'incapacità di Maya con le faccende domestiche e l'assume definitivamente.
- Altri interpreti: Antonio Bonanotte (Marco Filini, detto El Ventresca).
- Ascolti Italia: telespettatori 4 593 000 - share 24,54

## Bagliore nel cielo
- Diretto da: Francesco Vicario
- Scritto da: Devor De Pascalis

### Trama
Cesare ed Ezio stanno andando a casa di Giulio, dove sono attesi per cena, quando si fermano perché Ezio deve urinare: i due sono convinti di aver assistito allo sbarco degli alieni sulla Terra, senza sapere che si trattava delle riprese di una pubblicità.
Ezio è talmente terrorizzato da fare delle ricerche sull'argomento e chiede a Giulio e Cesare di accompagnarlo sul posto dove è avvenuto l'avvistamento: Lucia scopre l'equivoco, ma non fa in tempo ad avvertire Giulio, anche perché viene indotta da Stefania e Pamela a giocare loro uno scherzo. Così li seguono di nascosto e per spaventarli ulteriormente disegnano sul terreno con la carbonella delle figure circolari, simili a quelle dei cerchi nel grano: alla loro vista Ezio e Cesare scappano spaventati, ma Giulio si accorge dell'inganno e decide di stare al gioco.
Intanto, allarmati e preoccupati che quei cerchi possano presagire disgrazie apocalittiche, Cesare ed Ezio si convincono che stia per avvenire il Diluvio universale e tentano di rubare un sottomarino ormeggiato ad Ostia, in modo tale da potersi salvare assieme alle loro famiglie quando si verificherà il catastrofico evento.
Allertato da una telefonata di Cesare, Giulio arriva trafelato sul posto prima che possano combinare qualche pazzia, ma Ezio inavvertitamente fa suonare l'allarme e il capitano, dopo averli colti in flagrante, li incarcera tutti e tre. Dopo aver passato la notte in cella, Giulio chiarisce tutto con Lucia e ammette di aver sempre saputo che era tutta una montatura.
In casa Cesaroni cominciano a sparire i soldi: Marco sospetta di Maya, avendola sorpresa mentre nascondeva qualcosa sotto il letto.
Marco inizia a pedinarla assieme a Francesco e si intrufola come cameriere a una festa a palazzo alla quale la ragazza era stata invitata da sua nonna: Marco la vede indossare un bel vestito e, proprio in quel momento, rovescia la pietanza addosso a uno degli ospiti.
Marco viene cacciato via, ma almeno ha scoperto che Maya non è del tutto sincera: la ragazza torna a casa e prepara le valigie perché ormai è stata scoperta.
Marco la accusa davanti ad Alice e Mimmo di fuggire perché ha la coscienza sporca: in quel momento arriva Rudi, che dice di aver ritrovato i soldi dietro alla libreria, quindi non possono essere stati rubati da nessuno.
Marco comunque afferma di aver visto Maya alla festa e la ragazza inventa la storia di essere stata al party di una famosa fotografa, che poi sarebbe sua nonna: Marco viene così sbugiardato davanti ai fratelli.
Stefania ha deciso che Diego deve riprendere gli studi e sostenere a fine anno l'esame per la licenza media: nel frattempo vuole che si trovi un lavoro a scuola, dove lo può controllare.
Dapprima Diego viene mandato a lavorare con i bidelli, poi Stefania lo mette in biblioteca con l'ordine di risistemare tutto il locale: con l'aiuto di Rudi e degli altri, Diego riuscirà a svolgere il compito.
Tra Diego e Miriam scocca la scintilla, ma poi apprende da Rudi che è stata la sua fidanzata e che sta cercando di riconquistarla: pur con sofferenza, Diego decide di lasciarla all'amico.
- Ascolti Italia: telespettatori 4 575 000 - share 19,59%[2]

## L'eterna giovinezza
- Diretto da: Francesco Vicario
- Scritto da: Isabella Aguilar

### Trama
Mara, una ragazza di diciassette anni, da qualche tempo ha adocchiato Giulio perché lo vede passare tutti i giorni sulla stessa strada.
Per ottenere la sua attenzione gli taglia la strada con il motorino, in modo da farsi investire: Giulio si accorge di avere l'assicurazione scaduta, così stacca a Mara un assegno da 2000 € per comprare un motorino nuovo.
Ezio e Cesare si convincono che Giulio ha una storia con la ragazza, come pure Lucia e Stefania che li vedono baciarsi al tavolino di un bar.
Quando si rende conto degli equivoci che si sono scatenati sul suo conto, Giulio racconta a Mara la verità: alla ragazza però avevano già parlato Ezio e Cesare, suggerendole senza volerlo che Giulio l'ha soltanto usata.
Mara è furiosa e vuole andare dalla polizia, anche perché è in possesso di prove schiaccianti contro di lui: il motorino che le ha regalato e gli sms affettuosi che lui le ha inviato.
Lucia architetta un piano per tirare l'ex marito fuori dai guai: Stefania finge di essere un'automobilista rimasta a piedi che suona al campanello della casa di Mara, facendosi prestare il suo cellulare che lei in realtà usa per cancellare i messaggi, il tutto mentre Ezio e Cesare portano via il motorino.
Peccato che i due abbiano preso il motorino sbagliato: Mara è ancora più decisa a denunciare Giulio, ma Lucia le parla raccontandole di che brav'uomo sia il suo ex marito che, da buon padre di famiglia, non avrebbe mai una relazione con ragazzine come lei.
Giulio è colpito da come Lucia lo ha difeso, intuendo che forse lo ama ancora.
Alice e Miriam si candidano alle elezioni del rappresentante d'istituto: Rudi vorrebbe cogliere l'occasione di aiutare Alice per fare pace con lei, ma Miriam lo coinvolge nell'organizzazione della sua campagna.
Miriam è in netto vantaggio perché la sua proposta di stare al parco è molto migliore delle lezioni pomeridiane proposte da Alice: Rudi aiuta la sorellastra, facendo girare la voce che stando a scuola di pomeriggio si prende un voto in condotta in più.
Nessuna delle due ragazze però vince, perché a sorpresa viene eletto Budino che aveva colpito gli altri studenti con un discorso sui veri problemi della scuola.
Marco aiuta Maya a liberarsi dal bagno perché si è bloccata la porta e lei soffre di claustrofobia: uscita, Maya si getta tra le sue braccia. Cesare, infine, viene convinto da Ezio che Matilde sia posseduta da una setta satanica e per questo chiama un esorcista. Ma Matilde soffre solo per amore: è ancora innamorata di Andy.
- Altri interpreti: Caterina Shulha (Mara) e Margherita Laterza (Betty, amica di Mara).
- Ascolti Italia: telespettatori 4 667 000 21,05 - share[2]

## Un segnalibro nel cuore
- Diretto da: Francesco Vicario
- Scritto da: Simona Coppini

### Trama
Il Comune ha indetto un bando per destinare il vecchio negozio di sanitari di Barilon a un'attività culturale: Dinamo, una vecchia fiamma di Ezio, è tornata da Udine per proporre ai Cesaroni di candidarsi e aprire un Roma Club, del quale loro saranno soci onorari.
Lucia sta per ripartire alla volta di Venezia, ma Stefania le chiede di trattenersi ancora qualche giorno perché vorrebbe candidarsi anche lei al bando comunale per realizzare quello che è sempre stato il loro grande sogno: aprire una libreria.
I Cesaroni sono convinti di vincere facilmente perché è chiaro che la gente della Garbatella voterà largamente a favore del Roma Club, ma Stefania non è intenzionata a cedere, soprattutto perché è sempre stata gelosa di Dinamo: Giulio, invece, vuole far vincere le donne perché questo potrebbe trattenere Lucia a Roma.
Quando scoprono che Gigi Proietti interverrà a favore del Roma Club, Stefania e Lucia fanno leva sul suo amore per la cultura per indurlo a convincere la gente a sostenere la biblioteca: la passione per "La Magica" però è troppo forte, ma Stefania con una mossa astuta sostituisce le liste.
A questo punto i Cesaroni hanno un'ultima possibilità di vincere: far firmare un disabile, che vale dieci punti, ma Giulio imbroglia volutamente un anziano laziale che rivela l'inganno, così a vincere il bando sono Lucia e Stefania.
Lucia, che dapprima aveva pensato di fare avanti e indietro tra Roma e Venezia, annuncia a tutti che ha deciso di rimanere in pianta stabile nella Capitale e andare a convivere con Fabrizio: la libreria che ha aperto con Stefania si chiamerà SognaLibri.
Alice rimane delusa alla notizia che sua madre resterà a Roma, in quanto aveva già programmato di frequentare l'Università a Venezia e stare così lontana da Rudi.
Francesco si sente attratto da Maya e propone a Marco di fare una breve vacanza a quattro nella sua casa al mare: Maya, avendo capito le intenzioni del suo corteggiatore, vuole tornare a casa, ma non ci sono più treni fino al giorno dopo.
Marco e Maya dormono in stazione e al musicista, accorgendosi della sua difficoltà di entrare in sintonia con la ragazza, viene l'ispirazione per la sua nuova canzone.
- Guest star: Gigi Proietti (se stesso).
- Altri interpreti: Alexandra Filotei (Dinamo).
- Ascolti Italia: telespettatori 5 824 000 share 24,53[3]

## Padre vero
- Diretto da: Francesco Vicario
- Scritto da: Ilaria Carlino

### Trama
Giulio ha carenza di personale di bottiglieria: Corrado 26 anni, uno degli avventori, si offre di dargli una mano per qualche giorno.
Giulio ed Ezio notano un'incredibile somiglianza tra Corrado e Cesare, sia a livello fisico che caratteriale: Cesare si ricorda di aver donato il seme in Svizzera e quindi Corrado potrebbe essere suo figlio.
Cesare è contentissimo all'idea di avere un figlio, tanto da voler addirittura rivedere le quote della bottiglieria: al contrario, Pamela è preoccupata perché Corrado lavorava come cuoco in carcere e lei era stata dentro sei mesi per possesso di droga.
Quando sente da Cesare che aveva donato il seme, Corrado spiega a Giulio ed Ezio che non può essere suo padre perché non gli è mai stata raccontata questa verità: Cesare sente tutto e si intristisce, ma lascia perdere perché l'indomani Corrado partirà per gli Stati Uniti e quindi uscirà dalla sua vita.
Lucia e Stefania hanno fatto di nascosto il test del DNA tra Cesare e Corrado: i due risultano stranamente compatibili.
Cesare raggiunge di corsa Corrado in aeroporto: quando vede l'unico ricordo che il ragazzo ha di suo padre, Cesare capisce che il padre in realtà è suo fratello Augusto e che lui è lo zio.
Diego continua a frequentare di nascosto il suo vecchio compare Granchio: i due programmano un furto di strumenti musicali, ma Rudi, Miriam e Budino lo aiutano a salvarsi.
A Diego viene l'idea di mettere su loro quattro una band, ma Rudi non intende partecipare perché si sente in colpa ad aver rubato gli strumenti: Miriam lo convince a cambiare idea e chiedono a Francesco la sua cantina per provare.
Alice e Jolanda vogliono aprire un'attività di cucito sul web, ma per avviarla hanno bisogno di molti soldi: le due ragazze cominciano a lavorare in prova come cameriere al locale di Francesco.
Alice gli fa notare che la gente si lamenta di lei non perché non è capace di fare la cameriera, ma per il fatto che le pietanze sono pessime: Francesco decide di assumere lei e Jolanda a titolo definitivo perché Alice, anche se è polemica, almeno ha avuto il coraggio di sottolineare i punti del bar che non funzionano.
Mimmo si iscrive a rugby perché è invidioso di Achille, un compagno di scuola di cui si è invaghita Matilde: nonostante il fisico non propriamente statuario, Mimmo si rivela essere molto bravo.
Achille e i compagni di squadra prendono in giro Mimmo, chiamandolo "Mutandina" perché non ha il coraggio di spogliarsi nudo davanti a loro: quando Giulio ed Ezio si denudano con lui negli spogliatoi, Mimmo decide di lasciare il rugby.
Giulio convince Mimmo a riprovare perché non può cedere davanti alle prime difficoltà: il ragazzino torna in campo e sfrutta il soprannome maligno affibbiatogli a proprio vantaggio, lasciando di stucco il suo diretto avversario e andando tranquillamente in meta.
Sugli spalti Giulio, Lucia e Matilde sono orgogliosi di lui.
- Altri interpreti: Gianmaria Martini (Corrado).
- Ascolti Italia: telespettatori 4 513 000 - share 18.91%

## Lontano dai pregiudizi
- Diretto da: Francesco Vicario
- Scritto da: Pierpaolo Pirone

### Trama
Ezio ha trovato l'unico esemplare ancora esistente di un vecchio modello di Alfa, il cui venditore si trova a Rizzica in Sicilia, e propone a Giulio e Cesare di trascorrere lì il fine settimana.
Ezio e Cesare partono pieni di pregiudizi nei confronti della Sicilia, mentre Giulio non condivide questa loro visione delle cose.
Sul posto conoscono Salvo, il venditore dell'Alfa, e tutta una serie di circostanze fa sì che anche Giulio si convinca della pericolosità del luogo: nel baule della macchina trovano una lupara e uno straccio intriso di sangue, oltre a sinistri rumori notturni e al presunto cadavere di un uomo trascinato sul pavimento.
Salvo si dimostra essere l'esatto contrario di quello che pensavano: è una persona molto simpatica, con una bella famiglia e la Sicilia è in realtà una terra estremamente ospitale.
Sulla via del ritorno i tre si perdono, finendo nel casolare di un uomo: vedendo sul tavolo una macchina da scrivere con un testo scritto in siciliano stretto, Ezio lo scambia per lo scrittore Andrea Camilleri, mentre in realtà si tratta del pericolosissimo latitante Pippo Cannavota.
Cannavota regge il gioco, servendosi di loro come corrieri per trasferire denaro e armi: quindi, fingendo di doversi recare a Roma per consegnare il manoscritto del suo ultimo libro, si fa accompagnare a bordo dell'Alfa.
Quando si accorgono che è un mafioso, ormai è troppo tardi: Cannavota ha deciso di portarli in un isolato campo di grano per far scavare loro la fossa dove poi li seppellirà, ma per fortuna erano stati seguiti da Salvo, in quanto Ezio aveva dimenticato parte dei soldi e il suo cellulare, che intima Cannavota, brandendo la lupara, di lasciarli andare.
Lucia e Stefania realizzano per beneficenza un calendario della SognaLibri: tra le fotografie ne mettono una di Giulio in costume da bagno, ma per sbaglio Stefania la fa diventare la copertina del calendario.
Tutte le donne della Garbatella sparlano di Lucia, la quale si è lasciata scappare un uomo così bello: la donna è molto gelosa
dello scalpore che ha fatto Giulio, così cerca inutilmente di rientrare in possesso di tutte le copie vendute.
L'unica soluzione è pubblicare un nuovo calendario con un uomo più bello di Giulio: la risposta arriva da Sergio Múñiz, cliente abituale di una macelleria della Garbatella, che viene convinto da Lucia e Stefania a posare per la nuova copertina del calendario.
Marco è andato a Parigi a prendere Marta per farle trascorrere qualche giorno a Roma, però non riesce più a fare il padre e la bambina continua a chiamare la mamma.
Disperato, Marco affida la bambina a Maya: con lei Marta sembra essere molto più a suo agio, ma Marco le rinfaccia di averlo giudicato come pessimo padre.
Marco non ha il coraggio di telefonare ad Eva per chiederle di prorogare il soggiorno di Marta da loro, ma Lucia e Maya gli danno la forza per farlo.
Miriam ha ottenuto un provino per la band come apertura dei concerti di un gruppo famoso, però Rudi non ha ancora imparato bene a suonare la batteria e fa fallire l'audizione.
Per vendicarsi delle battute sprezzanti della band, Diego sgonfia la ruota del loro caravan: Miriam chiede a Francesco di potersi esibire loro al posto della band, promettendogli una nutrita folla di ammiratori.
Rudi ha finalmente imparato a suonare la batteria, ma quando va a complimentarsi con Miriam la vede baciarsi con Diego: il ragazzo, preda di un fortissimo attacco di gelosia, manda a monte l'esibizione al Boombay.
Lucia apprende da Stefania che il rendimento scolastico di Alice sta peggiorando, mentre lei dice di studiare assiduamente ogni sera con Jolanda: questo la porta a scoprire il suo lavoro di cameriera, disapprovandone apertamente la decisione, ma Alice si arrabbia con lei perché la reputa una bambina.
La giovane si licenzia dal Boombay, ma Francesco va a parlare con Lucia per farle vedere il suo album di lavori di cucito: Lucia si offre di aiutare la figlia con un prestito, ma Alice è intenzionata a cavarsela da sola.
- Guest star: Sergio Múñiz (sé stesso).
- Altri interpreti: Biagio Pelligra (Pippo Cannavota) e Natale Russo (Salvo).
- Nota: l'episodio ha una durata di 90 minuti.
- Ascolti Italia: telespettatori 5 115 000 - share[4]

## Tu musica divina
- Diretto da: Francesco Pavolini
- Scritto da: Devor De Pascalis

### Trama
Cesare scopre che il gruppo rap dei Flaminio Maphia ha plagiato Roma di notte, una canzone che lui, Giulio ed Ezio avevano composto da giovani con la loro band, i Gladiators. Giulio confessa di non aver mai consegnato il demo della canzone alla casa discografica perché suo padre gli chiese di non farlo, in quanto la musica li stava distraendo dal lavoro. Cesare sfida i Flaminio Maphia in una gara canora al loro concerto per dimostrare che i veri autori di Roma di notte sono i Gladiators: durante le prove, lo stesso Cesare si rende conto che Giulio ed Ezio sono molto arrugginiti, rinunciando quindi al progetto. Al concerto Cesare prova ad esibirsi da solo, ma soffre di ansia da palcoscenico e non riesce a cantare: Giulio ed Ezio entrano in scena per aiutarlo e mandano in estasi in pubblico. A esibizione ultimata, i Flamino Maphia ammettono che la canzone è dei Gladiators e che l'avevano sentita a Porta Portese. Lucia e Stefania hanno organizzato un buffet in libreria, ma Germana le vuole multare perché sono prive di autorizzazione: in quel momento Fernando sta soffocando e Stefania lo salva, ma Germana si prende il merito e viene osannata dalla gente del quartiere. Indispettite dal comportamento della vigilessa, Lucia e Stefania decidono di smascherarla: durante una lezione di primo soccorso a scuola, Mimmo finge un'asfissia e le due donne dimostrano così che Germana ha mentito. Per Germana, che era in odore di promozione, è una brutta botta: Lucia e Stefania decidono di aiutarla, facendole salvare suo marito durante il concerto dei Flamino Maphia, ma a essere salvato sarà Fabrizio, realmente in asfissia all'insaputa di Germana. Da quando Diego e Miriam si sono messi insieme, Rudi è diventato scontroso e aggressivo: Miriam lo supplica di cambiare atteggiamento perché non vuole rovinare la loro amicizia. Marco, di fronte all'impossibilità di comunicare con il fratello, chiede a Maya di farlo ragionare: la ragazza scopre che Rudi nasconde un sacchetto contenente pasticche di droga e vuole che se ne liberi, altrimenti lo dirà a suo padre. Invece, Rudi fa soltanto finta di sbarazzarsene e assume le ultime due pasticche al concerto dei Flaminio Maphia, dove poi rifila un pugno in pieno volto a Diego. Marco porta Rudi a casa e, mettendolo a letto, riesce a convincerlo a smettere di prendere quella roba. Maya ha dimenticato lo zaino dalla nonna, la quale riesce a rintracciarla e si presenta a casa Cesaroni: la donna vuole che l'indomani faccia ritorno da lei perché è degradante vivere in mezzo a degli osti. Osservando le fotografie di una Maya sorridente, sua nonna cambia idea perché non l'ha mai vista così felice: la mattina dopo racconta una bugia ai Cesaroni per prolungarle il soggiorno, ricordandole però che tra pochi mesi dovrà lasciare l'Italia e che, a raccontare troppe bugie, rischia di tradirsi.
- Guest star: Flaminio Maphia (sé stessi).
- Nota: questo episodio viene contrassegnato dal "pallino giallo" (bambini con adulti a fianco) dalla segnaletica per minori adottata da Mediaset.
- Ascolti Italia: telespettatori 4 614 000-share 18,1%[5]

## Dall'amor rapito
- Diretto da: Francesco Pavolini
- Scritto da: Isabella Aguilar

### Trama
Ezio è sempre più convinto che Lucia voglia tornare insieme a Giulio, essendosi complimentata con lui per la sua forza fisica quando l'ha aiutata a sollevare uno scaffale in libreria. Ezio propone a Giulio un piano per conquistarla: rapirla e portarla in una capanna nei boschi, dove poi lui andrà a liberarla e diventerà il suo eroe. Ezio mette in atto il suo piano di notte, quando Lucia è uscita leggermente ubriaca da un evento in libreria, ma la donna gli rifila un calcio nelle parti basse e scappa dalla polizia: in centrale non viene creduta dagli agenti, visto il suo stato di ebbrezza, e si arrabbia con Fabrizio perché nemmeno lui le dà retta. Ezio ritiene che il fallimento del piano non sia un evento del tutto negativo, in quanto tra Lucia e Fabrizio si stanno aprendo le prime crepe: Giulio può inserirsi, aiutando Lucia ad indagare sul colpevole del tentato rapimento. Fabrizio paga un gioielliere per avere il filmato della telecamera di sorveglianza che però ha ripreso soltanto una donna anziana, unica testimone oculare dell'episodio. Giulio, Ezio e Cesare corrompono la vecchia affinché dia a Lucia e Fabrizio un falso identikit: Lucia ringrazia Giulio per esserle stato vicino, ma il suo rapporto con Fabrizio sembra essersi ristabilito. La classe di Mimmo e Matilde deve stabilire la meta della gita scolastica: le ipotesi sono due, Amsterdam e l'Oasi naturalistica. Matilde vuole a tutti i costi andare ad Amsterdam perché è rimasta folgorata dal romanzo Il diario di Anna Frank e Pamela è d'accordo, mentre Cesare non intende mandarla in un luogo di malcostume. Pamela non riesce ad andare al consiglio di classe e manda Cesare, ordinandogli di votare per Amsterdam. Cesare resta colpito dall'avvenenza della madre di Belinda, l'amica del cuore di Matilde, fiera sostenitrice dell'Oasi e contraria esattamente come lui ad Amsterdam. La votazione si conclude in parità e sarà Stefania a decidere, una volta che avrà visionato nel dettaglio le due proposte. La madre di Belinda, avendo intuito che Cesare non ha votato per convinzione, si presenta in bottiglieria e gli propone di scambiare il programma per Amsterdam con uno inappropriato, comprendente una visita al quartiere a luci rosse della città, che Stefania non approverebbe mai. In effetti, la preside decide che la classe andrà all'Oasi: Cesare si sente in colpa per aver mentito alle sue donne e, per farsi perdonare, compra loro due biglietti aerei per andare in Olanda da sole ma si tratta di una data nel cui giorno ci sarà sciopero. Sono due settimane che l'attività di Alice e Jolanda è operativa, ma non è ancora arrivato nessun ordine: Miriam propone ai ragazzi di fingersi dei clienti e, nascondendosi dietro a nickname finti, fare degli acquisti. Quando si accorge che i presunti clienti sono i suoi amici, Alice cancella tutti i loro ordini, ma per sbaglio ne elimina uno vero: rintracciando la cliente scopre che è un'insegnante di danza, interessata ad avere venti completi per il giorno dopo. Jolanda inizia a lamentarsi del fatto che Alice prende troppo decisioni senza consultarla: tutti i ragazzi, compreso Francesco, si offrono di aiutarle a realizzare i vestiti e lavorano anche di notte. Alice e Jolanda possono così evadere l'ordine e la cliente rimane molto soddisfatta. Inoltre il mattino dopo Francesco porta Alice a fare un giro al porto e lì la sorprende dandole un bacio. Il computer di Maya si è rotto e Rudi lo consegna a Budino per ripararlo: la ragazza è terrorizzata, in quanto Marco la prende in giro dicendole di voler vedere tutti suoi file. La reazione di Maya non piace affatto a Marco, il quale non riesce ancora a fidarsi completamente di lei perché, ogni volta che sta per farlo, succede sempre qualcosa che lo smentisce.
- Ascolti Italia: telespettatori 4 640 000 - share 18,1%[6]

## Genio tra le pagine
- Diretto da: Francesco Pavolini
- Scritto da: Eleonora Babbo

### Trama
Stefania ha buttato via un vecchio scatolone, senza sapere che conteneva la collezione di fumetti introvabili, di Ezio.
Ezio è disperato, anche perché quei fumetti hanno ispirato molte delle avventure che i Cesaroni hanno vissuto in questi anni.
I fumetti sono capitati in mano a Barilon, il quale li ha venduti a un utente della Maremma toscana.
Sul posto scoprono che si tratta di Tony Gregoretti, il creatore della serie che ha comprato i fumetti per dar fuoco agli ultimi esemplari: Ezio è ancora più disperato, così Stefania finge di cadere in un burrone per stimolarlo a reagire.
Il parco della Garbatella dovrà essere abbattuto: Lucia e Stefania sono tristi perché ad esso sono legati tutti i loro ricordi adolescenziali, ma il problema è che i giovani d'oggi non frequentano il parco.
Maya propone di organizzare una serata al parco e di sensibilizzare la cittadinanza attraverso una raccolta firme. Alice intanto, per paura di soffrire come con Rudi, si prende del tempo e nel frattempo evita Francesco dopo il bacio.
Marco deve scrivere una canzone per Nathalie, la cantante vincitrice del talent-show X Factor.
Alla cantante non piace la sua prima proposta, ovvero la classica canzone d'amore sdolcinata, inducendo Marco a riflettere sui propri travagli amorosi legati alla fine della sua storia con Eva.
Invece, Maya crede ancora nell'amore vero e cerca disperatamente una storia felice nella quale si possa rispecchiare: Marco cerca di farle capire che la sua è soltanto un'illusione utopica.
Marco convince Nathalie ad esibirsi insieme a lui al parco, dove Alice e Francesco si baciano: nel frattempo, Maya si rende conto di essersi innamorata di Marco e prende la sua prima sbronza.
La band è alla ricerca di un batterista per suonare a un contest, ma Rudi modifica l'annuncio su Internet in cui scrive che il gruppo intende fare un revival dei Pooh.
Di fronte all'esito negativo dei provini, Miriam propone di usare uno strumento che riproduca il suono della batteria: Rudi altera anche questo, scatenando la furia del pubblico che voleva un'esibizione rock.
Rudi, che vuole recuperare l'amicizia almeno di Budino, gli propone come nuovo batterista Mattia, un ragazzo molto abile che li aveva salvati dal linciaggio del pubblico al contest.
Giulio e Lucia hanno appuntamento dal notaio per firmare l'istanza di divorzio: Stefania cerca di farle capire che è ancora innamorata di Giulio, mentre dal canto suo l'oste mente dicendo di averla completamente dimenticata.
Dopo che hanno firmato, Giulio e Lucia sono sull'ascensore per lasciare l'edificio: all'improvviso si tolgono i vestiti e fanno l'amore.
- Guest star: Nathalie (sé stessa).
- Altri interpreti: Philippe Leroy (Tony Gregoretti).
- Ascolti Italia: telespettatori: 4 810 000

## Miracolosamente
- Diretto da: Francesco Pavolini
- Scritto da: Simona Coppini

### Trama
Ezio sta leggendo un libro di San Firmino e, casualmente, crede che Mimmo sia un santo: in realtà, il ragazzino cerca conforto nella fede perché Matilde gli ha detto di non amarlo più.
Ezio e Cesare portano Mimmo in un convento, dove il loro comportamento non passa certo inosservato tra i preti.
Giulio, una volta scoperto l'equivoco, si fa accompagnare da Lucia per andare a prendere Mimmo: strada facendo bucano una ruota e sono costretti a pernottare in macchina, dove chiariscono che l'episodio dell'ascensore è stato solo un caso.
Nonostante questo fanno di nuovo l'amore. Arrivati al convento, Giulio raggiunge Mimmo che si è ritirato in una cappella a pregare: Giulio fa capire al figlio che sarebbe un peccato rovinare l'amicizia con Matilde per una cotta.
I due vengono poi raggiunti da Lucia: Giulio le dichiara il suo amore, come fa anche Lucia, anche se quando rientrano a Roma, non ha il coraggio di dire a Fabrizio cosa è accaduto.
Alice compie 18 anni e Rudi si dà da fare per organizzarle una festa a sorpresa al Boombay: tutti fingono di avere altri impegni per depistare Alice.
La ragazza, ignara della festa, ha prenotato per andare a festeggiare da suo padre ed Eva a Milano: all'ultimo momento Alice decide di prendere il treno per Rimini, credendo che Francesco fosse davvero andato al meeting sui distillati di cui le aveva parlato.
Il problema è che Rudi e gli altri hanno preso il camioncino di Ezio per andare a Milano, mentre Alice è rientrata a Roma e ha scoperto la festa a sorpresa: il mattino dopo lei e Rudi possono festeggiare insieme.
Maya se la prende con un signore che tutte le mattine posteggia la macchina nel parcheggio per disabili: la giovane telefona ai vigili urbani per segnalare l'episodio, ma non si presenta nessuno e rimane offesa.
Marco le suggerisce di adottare il "metodo Cesaroni" e piazza una finta bomba sotto la macchina del tizio, facendo scattare la multa perché Germana può accertare che ha parcheggiato nel posto destinato ai disabili.
- Altri interpreti: Giuseppe Gandini (Fra Lorenzo) e Mario Patanè (Padre)
- Ascolti Italia: telespettatori[7] 4 235 000

## Mai al tappeto
- Diretto da: Francesco Pavolini
- Scritto da: Valerio Cilio

### Trama
Ricky, un pugile che vent'anni prima nel 1988, è stato sconfitto da Giulio, gli chiede una rivincita perché crede di essere più forte di lui.
Giulio non sa che quell'incontro era stato truccato da Ezio e Cesare, i quali avevano dopato Ricky versandogli del sonnifero nel beverone.
Ezio e Cesare confidano il misfatto a Ricky, facendolo andare su tutte le furie: il pugile decide di trasformare l'incontro amichevole in un vero e proprio evento che coinvolge i loro quartieri.
Giulio vuole tirarsi indietro, ma Ricky lo minaccia di raccontare a Lucia che vent'anni prima lui la mise in palio come trofeo in caso di sconfitta.
Ezio e Cesare tentano la stessa strategia di allora, inquinando il beverone con un medicinale, ma Ricky li scopre e costringe Ezio a bere il contenuto.
Giulio sta perdendo sonoramente, quando con un colpo solo riesce a mandare Ricky al tappeto: Lucia sale sul ring e i due si baciano davanti a Fabrizio, ma almeno non devono più nascondersi.
Granchio costringe Diego a nascondere della droga per conto suo: Diego la mette nello scaffale della biblioteca scolastica, ma finisce nelle mani di Fernando che a sua volta la mette in una teiera.
Stefania indice una riunione del consiglio scolastico e usa l'erba per realizzare un infuso da far bere ai colleghi: l'atmosfera è decisamente disinibita, tanto che il consiglio delibera assurdità, come tinteggiare di fucsia le pareti dei corridoi, andare in gita in Jamaica e fare concerti rock.
Francesco viene continuamente ricattato da Elena, una ragazza facoltosa con la quale è andato a letto più di una volta per risollevare le sorti disastrate del Boombay.
Alice si insospettisce per la sua presenza nel locale, così Francesco la fa passare come sua sorella: quando però li vede baciarsi, Alice lo schiaffeggia, lo lascia e si fa consolare da Rudi.
- Altri interpreti: Paolo Gasparini (Ricky)
- Nota: questo episodio viene contrassegnato dal "pallino giallo" (bambini con adulti a fianco) dalla segnaletica per minori adottata da Mediaset.
- Ascolti Italia: telespettatori 4 140 000 - share 14,73%[8]

## Un passo alla volta
- Diretto da: Francesco Pavolini
- Scritto da: Ilaria Carlino

### Trama
Dicembre è arrivato e Natale è alle porte. Lucia e Alice tornano a vivere in casa Cesaroni: tutti le accolgono bene, tranne Mimmo che prova rancore nei confronti di Lucia perché se ne è andata e adesso fa ritorno come se nulla fosse successo.
Mimmo aveva programmato di trascorrere il Natale in Sicilia con Andy, ma Giulio vuole che resti in famiglia e gli chiede di comprare un bellissimo albero per Lucia.
Mimmo spende i soldi per il biglietto aereo, fingendo che abbia comprato l'albero più costoso che arriverà il giorno della Vigilia.
Una volta capito che nessun albero è stato acquistato, Lucia parla con Mimmo e dice di capire la sua rabbia: il ragazzino decide di rinunciare al viaggio per la Sicilia perché per lei è importante avere la famiglia unita.
Nel quartiere avvengono diversi furti e Barilon propone di adottare il metodo delle ronde: Giulio inizialmente si chiama fuori, ma poi decide di partecipare anche lui perché anche la bottiglieria potrebbe essere in pericolo.
Nando, costretto a risarcire mensilmente la sua ex moglie, mette la refurtiva della cassaforte di Barilon nella tasca del cappotto di Ezio.
Il meccanico accusa a sua volta Diego, ma il ragazzo si arrabbia perché ogni volta che qualcosa non va è sempre colpa sua: sarà proprio Diego ad aiutare Ezio a risolvere il caso e a discolparlo.
Giulio obbliga Cesare ad aumentare lo stipendio di Nando, in modo tale che non sia più costretto a rubare ai suoi amici.
Jay, il fidanzato di Maya che studia ad Harvard, viene a Roma per incontrarla dopo le sessioni di chat che i due hanno intrattenuto in questi mesi.
Jay, il classico figlio di papà, rimane sconvolto dalla volgarità in cui Maya ha vissuto per tutti questi mesi: quando Marco scopre la presenza di Jay, Maya finge che sia suo cugino.
Prima di ripartire per gli Stati Uniti, Jay spiazza Maya facendole la proposta di matrimonio: la ragazza, presa alla sprovvista, accetta pur se titubante.
- Altri interpreti: Lola Pagnani (ex moglie di Nando)
- Ascolti Italia: telespettatori 4 045 000 - share 19,60%[8]

## Milano andata e ritorno
- Diretto da: Francesco Pavolini
- Scritto da: Francesca Primavera

### Trama
Giulio è andato al catasto, dove ha scoperto che casa sua è stata intestata dal padre per una minima parte al cugino Flavio 43 anni, che da anni vive a Milano: Giulio ha bisogno di una sua firma alla cessione del diritto di proprietà dell'intera abitazione a lui.
Il problema è che Flavio ha rotto ogni legame con i parenti di Roma, essendosi trasferito per gli scherzi che ha dovuto subire da loro quando erano giovani.
Flavio ha fatto credere a tutti di essere un broker di successo nell'alta finanza milanese, mentre in realtà conduce una vita precaria come autista del finanziere Alberti, della cui moglie è innamorato non corrisposto.
Giulio, Cesare ed Ezio partono per Milano: Flavio approfitta dell'assenza di Alberti per fingersi lui e gli mostra dove lavora, ostentando una finta parlata milanese.
Flavio vuole investire insieme a loro tre nelle azioni di una startup cinese, ma Giulio è contrario perché gli viene proposto di ipotecare casa sua: Flavio, con l'appoggio di Ezio e Cesare, lo fa ubriacare per strappargli una firma.
La mattina dopo la verità viene a galla: Alberti fa rientro nella sua residenza e manda via tutti.
Giulio è furioso, ma l'investimento ha avuto successo e hanno vinto 75000 € a testa: a Flavio viene suggerito da un informatore un altro investimento ancora più allettante, ma stavolta oltre a Giulio è contrario anche Cesare.
Flavio ed Ezio portano via loro i soldi per rinvestirli, ma l'indomani scoprono che l'informatore era Alberti e che i soldi sono finiti sul suo conto corrente.
La moglie di Alberti propone a Flavio e agli altri di recuperare i loro soldi, ma in cambio vuole la metà della somma totale: la donna sembra averli ingannati, poiché una volta presa la valigetta scappa a bordo di una motocicletta, ma poi spedisce a Giulio quanto pattuito.
Barilon sottopone a Lucia un quadro di Germana: la donna, credendo che fosse di basso valore, lo vende per pochi spiccioli a un rigattiere.
Successivamente scopre che il quadro in questione è l'unico dipinto dell'allievo di un allievo del Tintoretto, ma il rigattiere spara un prezzo troppo alto per restituirglielo indietro: Lucia non ha il coraggio di dire a Barilon che ha venduto il suo quadro.
Non riuscendo più a mentire, Lucia confessa a Barilon quanto accaduto e gli propone di rientrare in possesso del quadro, sostituendo quello del rigattiere con una copia. Peccato che il quadro rubato è proprio la copia, ma a questo punto Barilon decide di mentire a Germana e spacciarlo per il dipinto originale.
Francesco è oberato dai debitori ed è costretto ad annullare la battaglia delle band, organizzata da tempo: Alice fa uno sforzo per allestire lo spettacolo ugualmente, anche se non vuole avere a che fare con i problemi di Francesco.
Rudi decide di gareggiare da solo, sperando che le tensioni interne alla band di Miriam li costringano a richiamarlo: in effetti l'atmosfera tra loro non è molto tranquilla, in quanto Miriam e Diego sono ai ferri corti perché lei lo accusa di essere ancora un delinquente.
Rudi scrive il testo di una canzone ispirandosi ad Alice e a vincere la gara è proprio lui: Diego manda via dal bar Granchio e Miriam lo perdona.
Alla fine della serata, Francesco consegna l'incasso ad Alice, ma la ragazza avendo capito in che situazione finanziaria si trova Francesco lascia l'incasso nella cassa e se ne va. Rudi si riappacifica con la band e Mattia vuole farsi da parte perché è rientrato il batterista titolare: Rudi gli dice di rimanere perché intende spendere i soldi che ha vinto per acquistargli una chitarra.
Marco legge su un volantino che sono aperte le selezioni per un concorso avanzato di fotografia e aiuta Maya a scattare delle fotografie per la selezione.
Marco vorrebbe che la ragazza lo accompagnasse a Berlino, dove terrà un concerto: la ragazza non vuole partire perché dovrebbe fare il biglietto con il suo vero nome.
Marco non la prende bene, così Maya decide di fare uno sforzo e accetta di partire: in aeroporto riceve una telefonata da suo padre, il quale le comunica che Jay gli ha appena chiesto la sua mano e si congratula con i futuri sposi.
Maya inventa la scusa del passaporto perso per far partire Marco da solo: tornata a casa, la ragazza prepara le valigie e lascia casa Cesaroni.
- Altri interpreti: Enrico Brignano (Flavio Cesaroni), Roberta Giarrusso (Ilaria), Max Pisu (Alberti).
- Nota: l'episodio ha una durata di 90 minuti.
- Ascolti Italia: telespettatori 3 959 000 – share 15,01%[9]

## Ad occhi chiusi
- Diretto da: Francesco Vicario
- Scritto da: Ilaria Carlino, Valerio Cilio

### Trama
Rudi, Alice, Budino, Miriam e Diego vanno a passare i 100 giorni in una villa a Sabaudia. Sonsei si presenta in bottiglieria fingendosi cieco per spillare ai Cesaroni i 10000 € dell'organizzazione di un torneo di calcio per non vedenti.
Sonsei racconta di aver perso completamente la vista dopo essersi ammalato di orecchioni: Giulio e Cesare si preoccupano per Ezio, poiché proprio in quei giorni è a letto con la stessa malattia.
Sonsei convince Giulio a gareggiare con i non vedenti, fingendosi uno di loro, poiché è caduto sul pavimento bagnato della bottiglieria e non può giocare. Per distrarre Lucia e Stefania, Giulio procura loro i biglietti della mostra di Pablo Picasso: le due donne decidono di andarci un'altra volta, così Ezio finge di aver improvvisamente perso la vista.
Scoperto l'inganno, Lucia e Stefania si recano al campetto e smascherano Giulio, biasimandolo per il suo comportamento: Sonsei, che sperava accadesse questo, gli chiede i 10000 € di risarcimento per la riorganizzazione del torneo.
Stefania si accorge che Sonsei in realtà ci vede benissimo e rivela l'inganno prima che Giulio gli versi i soldi.
Marco scopre che Maya non è ancora partita, avendola vista scattare delle fotografie nel giardino della sua residenza: entrambi i ragazzi non hanno il coraggio di rivelare i propri reciproci sentimenti.
Francesco sprona Marco a dichiararsi a Maya prima che il suo aereo decolli, ma la nonna della giovane gli dà un'informazione sbagliata per non farli incontrare.
Marco scopre troppo tardi che l'aeroporto non è quello giusto: nel frattempo l'aereo di Maya deve rientrare per un guasto imprevisto e i due ragazzi si incontrano nel terminal e cominciano a baciarsi appassionatamente senza dirsi niente.
Per stare al centro dell'attenzione, Belinda finge di aver incontrato Justin Bieber e di poterlo provare attraverso una fotografia: nessuno le crede, soprattutto quando si evince chiaramente che si tratta di un fotomontaggio.
Mimmo si scopre innamorato di Belinda, anche perché vuole dimenticarsi di Matilde, così la riabilita agli occhi dei compagni di classe passando a prenderla a scuola con una limousine e fingendosi Bieber.
Belinda lo ringrazia e Mimmo ottiene il suo primo appuntamento con lei al cinema.
- Altri interpreti: Francesco Pannofino (Son Sei).
- Ascolti Italia: telespettatori 4 662 000 - share 16,80%[10]

## Contro tutto e tutti
- Diretto da: Francesco Vicario
- Scritto da: Eleonora Babbo, Giulio Calvani

### Trama
Cesare è agitato per l'arrivo di un importantissimo critico gastronomico che deve recensire la bottiglieria.
Giulio chiede al fratello di trattare tutti i clienti allo stesso modo, ma Cesare si concentra esclusivamente su quello che ritiene essere il critico.
Ezio ha liberato senza volerlo Walterino, il suo criceto, che vaga libero all'interno della bottiglieria: il cliente che Cesare ha servito e riverito rimane molto soddisfatto, mentre il vero critico è decisamente deluso dalla maleducazione di Cesare.
Il giorno dopo Cesare è sgomento nel leggere che la bottiglieria Cesaroni è infestata dai topi e insulta il tizio che aveva scambiato per il critico, apprendendo in quel momento che era un parrucchiere per donne.
Walterino salta fuori all'improvviso e Cesare lo tramortisce con una padellata: Ezio e Stefania sono furiosi, tanto da allertare i NAS che dichiarano la chiusura del locale per sette giorni.
A questo punto Cesare porta Ezio in causa a Forum, chiedendo al giudice un risarcimento per il mancato guadagno relativo ai giorni in cui la bottiglieria è rimasta chiusa immotivatamente: a vincere è però il meccanico, in quanto Cesare viene condannato al risarcimento di 3000 € per aver colpito Walter
Il volo di Maya ripartirà tra due giorni, così lei e Marco potranno stare un po' insieme: Francesco, che deve assentarsi per lavoro, chiede loro di badare al Boombay.
Maya si punge il dito con una rosa datale da una mendicante e, secondo una tradizione romana, lei e il suo fidanzato devono fare il giro dei sette colli della città, onde scongiurare la sfortuna.
Marco non dà credito alla leggenda, ma quando salta la caldaia del bar è costretto a crederci: lui e Maya trascorrono uno splendido pomeriggio molto romantico in giro per la Capitale.
La nonna di Maya li scopre baciarsi in giardino e avverte la nipote di raccontargli la verità su lei, i suoi genitori e Jay: Maya le promette che presto troverà il coraggio di farlo.
Francesco procura alla band di Rudi l'ingaggio presso un rinomato bar, trampolino di lancio per molti artisti ora famosi: nessuno, tranne Alice, sospetta la verità.
Rudi e Alice partono a bordo della macchina di Gabriella, ma si dimenticano di mettere acqua al radiatore e rimangono a piedi: i due saltano di nascosto a bordo di un carro bestiame per arrivare in tempo all'appuntamento.
La serata è un successo, tanto che la band rimane a dormire nei sacchi a pelo: la mattina dopo Rudi trova il modo di entrare alle terme, ma poi tutti scappano per l'arrivo del guardiano.
Rudi si immerge sott'acqua, mentre Alice si nasconde nelle docce: scampato il pericolo, i due fanno il bagno nudi in piscina, cominciano a baciarsi e finiscono per fare l'amore.
- Guest star: Rita dalla Chiesa (sé stessa), Fabrizio Bracconeri (sé stesso), Marco Senise (sé stesso), Francesco Foti (sé stesso).
- Altri interpreti: Mario De Candia (La Quaglia, critico culinario).
- Ascolti Italia: telespettatori 4 437 000 - share 19,70%[10]

## Da occidente a oriente
- Diretto da: Francesco Vicario
- Scritto da: Simona Giordano, Francesca Primavera

### Trama
Luciano, un amico dei Cesaroni, è morto senza riuscire a godersi la pensione che aveva appena ottenuto: Ezio racconta a Giulio e Cesare che Luciano ha venduto la sua pescheria ai cinesi, guadagnandoci tantissimo.
Per gioco, Ezio li convince a far valutare la bottiglieria ai cinesi: quando questi offrono 3000000 €, Giulio e Cesare cedono alla tentazione di accettare perché così potranno finalmente non avere più pensieri.
La vita da pensionati non è quella che Giulio e Cesare pensavano, mentre Ezio è già stanco di essersi rimesso a lavorare: i tre sentono talmente la mancanza della bottiglieria da allestirne una identica all'interno della libreria di Lucia.
Per rientrare in possesso della bottiglieria, fanno trovare a Germana un sacco pieno di merce contraffatta davanti alla bottiglieria cinese: essendosi già sparsa la voce e perdendo così i clienti, i cinesi rivendono la bottiglieria ai Cesaroni allo stesso prezzo con il quale l'avevano acquistata.
Maya decide che è arrivato il momento di raccontare a Marco tutta la verità, ma non riesce a trovare mai l'occasione giusta e il giorno dopo entrambi dovranno partire: Marco per Parigi, Maya per Boston.
Maya accompagna Marco alle riprese del videoclip del suo ultimo singolo, dove l'attrice protagonista ha dovuto dare forfait: il regista chiede a Maya di recitare al suo posto.
Temendo che il video venga visto da tutti, oltre al fatto che sono presenti i giornalisti, Maya ottiene di poter indossare una maschera e non farsi riconoscere: nella scena finale del video, Marco le toglie la maschera e la bacia.
Maya deve rimandare il viaggio a Boston perché Jay è stato rimandato all'ultimo esame, ma in compenso sono arrivati i suoi genitori per la celebrazione del trentennale del patto italo-austriaco.
Alice e Rudi trascorrono la notte nelle terme, senza sentire le numerose telefonate dei genitori: Giulio e Lucia, una volta che i ragazzi rientrano a casa, li mettono in punizione.
Rudi racconta a Diego cosa è accaduto, lo stesso fa Alice con Jolanda: i due ragazzi vorrebbero parlarsi, ma per un motivo o per l'altro non riescono a vedersi per ben due giorni.
Diego sta riparando il camioncino di una ditta, quando arriva Granchio che gli ruba le chiavi per andare a svaligiare la casa dell'imprenditore.
Diego lo raggiunge per intimargli di andarsene, ma Granchio gli ricorda che questo era il suo passato e non lo può cancellare: Diego decide di unirsi a lui, chiedendo a Rudi di coprirlo con Miriam.
Rudi non riesce più a mentire all'amica, la quale sorprende Diego intento a rubare dei gioielli dalla casa: in realtà li stava rimettendo a posto, ma Granchio dice a Miriam che è ancora un ladro.
Alice vede Rudi consolare Miriam e pensa che si stanno per rimettere insieme: allo stesso tempo la ragazza crede di essere ancora innamorata di Francesco.
- Altri interpreti: Antonio Nobili (regista), Giovanni Maria Buzzatti (Antonio, agente di Marco), John Liu (acquirente cinese).
- Ascolti Italia: telespettatori 4 641 000 - share 16,12%[11]

## Senza mezze misure
- Diretto da: Francesco Vicario
- Scritto da: Simona Giordano, Pierpaolo Pirone

### Trama
Rocco Siffredi, l'ex pornodivo diventato regista, sta meditando di realizzare un film tratto da Ho sposato Eros, il romanzo erotico di Stefania.
Giulio vuole dimostrare di essere cambiato, così non manifesta alcuna gelosia: Lucia non rivela a Giulio l'identità del regista, convinta che sia ancora geloso.
Giulio va a spiare l'incontro di Lucia e Stefania con il regista, ma pensa che costui sia il poco avvenente assistente di Siffredi: l'oste è così rassicurato da volerlo invitare in bottiglieria per conoscerlo.
Quando apprende che il regista è Rocco Siffredi, Giulio fatica a tenersi a bada: Lucia, che ha capito la gelosia di Giulio, flirta con Siffredi e lo convince a girare una scena d'amore con lui.
Stefania si preoccupa per quello che stanno combinando, così si accorda con Siffredi affinché Chantal, la sua bella assistente, giri una scena d'amore con Giulio insieme a quella di Lucia con Siffredi.
Giulio e Lucia sono terrorizzati all'idea di doversi spogliare nudi e baciarsi nello stesso momento, così mandano a monte tutto e ammettono i rispettivi sospetti.
Marco vede sul giornale una fotografia di Maya con i suoi genitori e scopre così la verità sul suo conto: alla conferenza stampa per il trentennale del patto italo-austriaco, sente il padre della ragazza annunciare il suo matrimonio con Jay.
Marco è furioso e non vuole ascoltare i suoi tentativi di riconciliarsi: d'accordo con Mimmo, Maya lo fa salire su un autobus turistico scoperto e lo implora di perdonarla perché con lui ha capito cosa fosse l'amore.
Alice continua a ricevere regali da Francesco, l'ultimo un quadernone ancora bianco sulla loro storia: Alice lo riempie di cose che vorrebbe fare e suggella con un bacio il loro essere di nuovo fidanzati.
Regina vuole provare a lavorare come commessa da Tezenis e viene assunta in prova per una settimana: Budino la filma mentre il primo giorno combina un disastro dopo l'altro e pubblica il video sul suo blog, senza sapere che l'ha visto tutta la scuola.
Regina viene derisa in negozio da un gruppetto di ragazze, così decide di affrontarle e si fa promettere che, se non combinerà disastri, smetteranno di prenderla in giro e acquisteranno la merce che lei consiglierà loro: la proprietaria del negozio è talmente contenta che interrompe subito il periodo di prova e assume Regina part-time.
- Guest star: Rocco Siffredi (sé stesso).
- Altri interpreti: Benedetta Mazza (Chantal).
- Ascolti Italia: telespettatori 4 245 000 - share 19,07%[11]

## Sognando la realtà
- Diretto da: Francesco Vicario
- Scritto da: Devor De Pascalis

### Trama
Cesare ha comprato quattro biglietti per seguire la trasferta della Roma a Palermo: oltre a Giulio ed Ezio verrà allo stadio anche Salvatore, il fornitore di Marsala che è siciliano e vuole cogliere l'occasione per tornare nella sua terra.
Proprio quel fine settimana sia Giulio che Ezio sono impegnati con le rispettive mogli: mentre Ezio è costretto a cedere alla moglie, Lucia dice a Giulio di andare a vedere la partita.
Salvatore rivela a Cesare di aver fatto un sogno premonitore in cui Giulio è riverso a terra sulla spiaggia, con un proiettile conficcato in pieno petto, mentre la radio annuncia il gol di Totti su punizione.
Cesare è rassicurato perché Totti non giocherà la partita, ma Nando li informa che il capitano ha recuperato e dunque sarà regolarmente in campo: inoltre, Giulio ha fatto cambiare i biglietti e preso i posti migliori in curva.
A questo punto, Cesare vuole impedire al fratello di andare allo stadio con loro e gli mette in testa l'idea che Lucia, esortandolo ad andare con loro, lo abbia messo alla prova per verificare se è più importante lei o il calcio.
Salvatore però si ricorda di aver visto nel sogno, da un cartello, che la località nella quale Giulio dovrebbe morire è Castel Gandolfo, proprio il luogo in cui si trova Lucia.
Cesare e Salvatore si precipitano da Giulio e lo sequestrano, rinchiudendolo nella camera di un albergo: nel frattempo, dopo aver consumato un lauto pranzo, Salvatore si addormenta e sogna ancora Giulio, scoprendo che l'assassina è Lucia.
Giulio riesce a evadere e scappa in spiaggia con Lucia: qui apre il portabagagli e trova la pistola di Salvatore.
Proprio quando Cesare e Salvatore arrivano, Lucia sta maneggiando l'arma e spara involontariamente un colpo a Giulio: per fortuna che l'oste aveva indossato sotto i vestiti uno scudo della Roma che ha rimbalzato il colpo.
Maya elabora un piano per far accettare Marco al padre: ogni anno il Granduca organizza un'asta di beneficenza, dove mette in vendita una bambola che per lui è un ricordo importante, per poi ricomprarla.
Marco si presenta all'asta e acquista la bambola: quando poi va a incontrare il Granduca, questi senza volerlo lo investe con la macchina e così fanno conoscenza.
Marco racconta al Granduca che il padre della sua fidanzata non lo accetterebbe, senza fare nomi: il Granduca gli dice che sarebbe fiero di avere un genero come lui perché è un bravo ragazzo.
Marco e Maya si recano nella reggia per rivelare i loro sentimenti al Granduca e alla Granduchessa, ma questi li vedono proprio mentre si stanno baciando.
Lorenzo torna dall'America per rivedere Jolanda, la quale proprio in questo momento ha deciso di farsi avanti con Mattia e rivelargli i suoi sentimenti.
Rudi, Alice e gli altri cercano di nascondere a Lorenzo la verità su Jolanda, ma presto il giovane Barilon scopre la verità e ci rimane male: Jolanda gli spiega che non crede nelle storie a distanza ed è meglio che si lascino.
- Altri interpreti: Nino Frassica (Salvatore Incognito).

## Con nobili princìpi
- Diretto da: Francesco Vicario
- Scritto da: Simona Coppini

### Trama
Marco è felice di poter finalmente vivere la sua storia d'amore con Maya, ora che i genitori di lei hanno scoperto la verità. Ma non è come pensa, siccome in realtà i due nobili progettano vari piani per far allontanare l'uno dall'altra. Mentre Gabriella, contro il volere di Lucia e Stefania, decide di darsi al parapendio, i nobili d'Oil Aldemburgher organizzano una cena di gala a cui invitano l'intera famiglia Cesaroni, che prende lezioni di galateo da Lucia, sapendo di non essere all'altezza di persone così importanti. Come previsto, Giulio, Cesare ed Ezio, alla cena, combinano solo guai, facendo cadere l'Ambasciatore tramite delle lumache sputate da Cesare, spinte via da Ezio e nascoste da Giulio. Marco e Maya, però, non si accorgono di niente, in quanto il loro interesse principale è il loro amore. Lucia e la signora Aldemburgher si confrontano, e la Liguori sembra disprezzarla con tutto il cuore, quando accusa Marco di non essere all'altezza di Maya. Mentre Giulio comincia a pensare che il destino di Marco non debba essere in quella vita, i giovani Senza Nome cercano un locale dove poter suonare, siccome Francesco non ha più i soldi per poter pagarli. Rudi è felice di poter stare lontano da Alice, per riuscire a dimenticarla, e si impegna più di tutti a trovare un luogo dove poter suonare. Quando informa i ragazzi di averlo trovato anche se costa non poco, i giovani "colleghi" lo informano del fatto che Alice ha trovato una soluzione: suoneranno ancora al Boombay. Intanto, il piano degli Aldemburgher va a gonfie vele e, nel frattempo, Gabriella è sempre più decisa a dare una spinta alla sua vita e dedicarsi al parapendio, provocando tale paura in Lucia e Stefania che le due donne chiedono a Fernando di dirle qualcosa. Ma, contrariamente, Fernando accompagna Gabriella allo sport, dove si dichiarano innamorati e fanno l'amore, senza ovviamente provare il pericoloso sport. Marco, nel frattempo, subisce varie pressioni da parte del padre di Maya, costringendolo a studiare più lingue. Il giovane cantante resiste, fino a quando l'uomo gli vieta di vedere la sua adorata Marta. Mentre il crudele padre cerca di corrompere i Cesaroni, Maya e Marco litigano, siccome quest'ultimo accusa lei di non avergli detto del divieto di vedere sua figlia. Lei è convinta di un errore, fin quando il padre, sicuro del fatto che ormai Maya e Marco si sono lasciati definitivamente, le rivela tutti i suoi piani. Intanto, Giulio convince Marco a tornare da Maya che, in seguito al doppio gioco del genitore, decide di non essere più figlia di un uomo così cattivo e ritorna assieme a Marco.

## Alla ricerca del tempo passato
- Diretto da: Francesco Vicario
- Scritto da: Giulio Calvani, Valerio Cilio

### Trama
Mimmo deve svolgere una ricerca sulle origini della propria famiglia: Cesare gli racconta la storia della nascita del cognome Cesaroni. Nell'Antica Roma il prode guerriero Iulius fa ritorno dalla guerra contro i barbari ed è intenzionato a dire addio ai campi di battaglia. Il fratello Caesar, proprietario della taverna che serve il miglior vino di tutta Roma, ha bisogno di uno schiavo e Barilonix gli vende Boethius, garantendogli che resterà soddisfatto. Iulius può riunirsi ai suoi tre figli, Marcus, Rufus e Mimmide, dei quali è molto fiero, ad eccezione di Marcus che ha rifiutato di arruolarsi nell'esercito per inseguire il suo sogno di musico. Marcus non ha ancora avuto successo, così si ritira a suonare alle porte del tempio: la vestale Maya rimane colpita dal suono della sua cetra, ma la magistra Gabriella non vuole che si allontani dal tempio perché il suo destino è vegliare per tutta la vita sul fuoco. Iulius si innamora di donna Lucilla, la bella moglie del perfido Sergius, ricco patrizio che sta ordendo di uccidere Nerone per prendere il potere. A Rufus e Francescus, i due giovani guerrieri più imbranati dell'esercito, viene ordinato di prestare servizio presso il palazzo di Sergius: quest'ultimo li incarica di non far ingrassare il figliastro Botellus, pena la morte. Rufus e Francescus rimangono affascinati dalla figlia di Sergius, Alykè, e sono disposti a battersi per lei: la ragazza li sta soltanto usando per essere ammirata. Quando Botellus viene rapito dal perfido cuoco Lucius Petronius, il quale lo faceva ingrassare per poi mangiarlo, Rufus e Francescus scovano il suo covo e lo salvano, facendolo poi tornare in città di corsa. Iulius, Caesar e Boethius si intrufolano nel palazzo di Sergius, dove rapiscono Lucilla e la sua ancella Severa per portarle nel bosco: qui vengono raggiunti da Sergius, il quale li fa imprigionare e vuole farli combattere al cospetto dell'imperatore, uccidendosi a vicenda. I tre inscenano uno spettacolo per non farsi male: l'imperatore apprezza e decide di salvare loro la vita.
A questo punto Sergius vuole uccidere personalmente Nerone, ma Iulius riesce a fermarlo: Sergius porta via Lucilla, pronto a ucciderla, ma ancora una volta Iulius riesce a sventare la minaccia e a farlo arrestare. Nerone conferisce a Iulius il cognome Caesarones e il territorio della Garba Terra, dove le future generazioni dei Caesarones ricorderanno le sue gesta. Marcus decide di rompere le leggi romane e si bacia con Maya, ma nella foga del momento fa cadere il braciere che innesca l'incendio destinato a bruciare Roma. Terminata la storia, Cesare ha così detto a Mimmo il grande segreto che i Cesaroni custodiscono da 2 000 anni: non è stato Nerone, bensì Marcus, a bruciare Roma.
- Ascolti Italia: 4 225 000 spettatori - share 15,66%[12]
- Nota: l'episodio è stato trasmesso in anteprima al RomaFictionFest il 1º ottobre 2012.[13]. In TV la puntata viene trasmessa anticipatamente dopo il 13º episodio.
- Nota: l'episodio ha una durata di 90 minuti.

## Scommesse
- Diretto da: Francesco Pavolini
- Scritto da: Eleonora Babbo, Valerio Cilio, Federico Favot, Simona Giordano

### Trama
Cesare, Giulio ed Ezio rivedono Son Sei in TV con un nuovo programma, nel quale consiglia agli spettatori i numeri giusti da giocare per vincere. Intanto Mimmo, che era lì con loro, rivela ai tre che è tutta questione di calcoli matematici e dice di voler giocare la sua paghetta. Giulio gli impedisce di fare ciò e chiede, dovendo partire per qualche giorno con Lucia, a Cesare ed Ezio di controllarlo. Nel frattempo Maya scopre che il padre le ha bloccato tutte le carte di credito e i conti, ma non si arrende e, seguendo il consiglio di Marco, fa la domanda per diventare fotografa. Viene accettata e nella sua prima giornata di lavoro dovrà far fronte da sola (poiché il fotografo ha avuto un incidente e le ha affidato il compito di continuare il servizio) ad una sposa molto pretenziosa che dopo alcune foto la licenzia. Nel frattempo arriva Marco sul luogo e la sposa, pazza di lui, scopre che Maya è la sua ragazza, quindi la riassume.
Per Rudi, invece, le cose non vanno molto bene. Innamorato di Alice, non riesce a togliersela dalla testa e cerca di starle il più lontano possibile, ma senza buoni risultati. I ragazzi inoltre stanno decidendo cosa fare del loro futuro, ma le uniche che sembrano avere le idee chiare sono Iolanda e Alice, che hanno già fatto domanda ad un istituto per stilisti, che ha però rifiutato la loro iscrizione. Vogliono una seconda possibilità, quindi per far notare i loro modelli, con l'aiuto degli altri, organizzano una sfilata a sorpresa durante una festa con grandi stilisti.
Tornando alla bottiglieria, Ezio e Cesare invece devono far fronte ad un altro problema: quello del gioco. Mimmo, dopo aver fatto e mostrato ai due (Ezio e Cesare) i due numeri ricavati dai calcoli, vuole giocare la sua paghetta. Lo zio fa di tutto per non farglieli giocare, ma poi, convinto da Ezio e da Son Sei (che manda in trasmissione i numeri ricavati da Mimmo), gioca i 400 euro sui numeri sbagliati. Quando si rende conto dell'errore, non ha il coraggio di dirlo a Mimmo, perciò gli dice una bugia al riguardo. Son Sei, invece, convince Mimmo ad andare in trasmissione con lui e a saltare la scuola. Quest'ultimo accetta e in poco tempo prende il posto di Son Sei che viene licenziato. Durante le chiamate in diretta TV, Cesare chiama e racconta la verità a Mimmo che decide di lasciare la trasmissione e di non raccontare nulla a Giulio e Lucia.
- Altri interpreti: Francesco Pannofino (Son Sei).
- Ascolti Italia: telespettatori 4 278 000 - share 15,05%[14]

## Vecchie leggende
- Diretto da: Francesco Pavolini
- Scritto da: Eleonora Babbo, Valerio Cilio, Federico Favot, Simona Giordano

### Trama
È il compleanno di Barilon e Ezio, Giulio e Cesare gli regalano la piccola statua di un gatto nero, comprato da Ezio.
Secondo la leggenda, racconta Ezio, sarebbe un antico artefatto egiziano che porterebbe fortuna. Cesare e Giulio non credono in queste cose ma dall'arrivo di questo gatto Barilon sembra essere molto fortunato, così Ezio e Cesare rubano il gatto, ma dopo poco tempo, vedendo che a loro portava sfortuna, lo riportano nel negozio di Barilon. Ora le cose sembrano andare storte a tutti e quattro così decidono di seguire la leggenda e di riunire il gatto al suo gemello, che si trova nel museo.
Scoprono di non poterlo rivendere al museo, perciò decidono di entrarci di notte e lasciarlo, ma a causa di un errore di Ezio, i quattro rimangono bloccati lì tutta la notte.
Nel frattempo arriva Lisa, la sorella di Diego, che sembra andare molto d'accordo con Rudi, ma non molto con il fratello. Con l'aiuto di Rudi i due si riappacificano e Diego chiede a Stefania di farla lavorare con loro in libreria.
Intanto lei e Lucia sono preoccupate per la madre di quest'ultima.
Pensano che la storia tra lei e Fernando non vada molto bene, perciò iniziano a seguirli in un hotel dove scoprono, però, che si è trattato solamente di un enorme malinteso. Nel frattempo Rudi capisce di provare qualcosa per Lisa e i due (dopo un pomeriggio passato insieme) fanno l'amore. Qui Lisa mostra di avere problemi di droga.
- Altri interpreti: Margot Sikabonyi (Lisa Bucci).
- Ascolti Italia: telespettatori 3 748 000 - share 16,48%[14]

## La ricetta perfetta
- Diretto da: Francesco Pavolini
- Scritto da: Eleonora Babbo, Valerio Cilio, Federico Favot, Simona Giordano

### Trama
Il famoso chef Lucio Vigiani, conduttore di una trasmissione televisiva in cui coppie di marito e moglie si cimentano nell'arte culinaria, presenta in libreria il suo ultimo libro.
Lucia si vanta di aver conosciuto Vigiani, ma secondo Giulio gli uomini sono più portati delle donne nel cucinare: Lucia gli propone una sfida, vale a dire cucinare uno a caso dei piatti del libro e far valutare agli amici chi di loro due è stato più bravo.
Giulio non vuole consultare il ricettario, poiché a suo dire gli uomini cucinano seguendo l'istinto, mentre Lucia segue tutti i passi alla lettera.
Giulio si rende conto di aver fatto lo sbruffone perché non è capace di cucinare, così lui e Cesare si rivolgono a Vigiani per fargli cucinare il piatto, fingendo che sia l'ultimo desiderio della madre morente.
Stefania, Ezio, Pamela e i Barilon dichiarano Giulio vincitore della sfida: Lucia è talmente affascinata dalle abilità mostrate da Giulio da iscriversi con lui alla prossima puntata del programma culinario di Vigiani.
Giulio tenta di mandare a monte l'appuntamento, offrendo a Lucia una lezione di cucina e insultandola per la sua presunta incapacità: questa strategia non ha però esito, in quanto la donna è ancora più affascinata dal suo talento.
In trasmissione, Vigiani riconosce Giulio e capisce che gli ha mentito per una faccenda di uomini, così a fine puntata gli attribuisce la vittoria e offre una lezione gratis a Lucia.
Giulio è terrorizzato all'idea che Vigiani possa provarci con Lucia, ma scopre che il loro incontro è stato annullato: tornato a casa, Giulio vede le valigie vicine alla porta e teme che Lucia abbia scoperto tutto e implora il suo perdono, dacché la donna capisce la verità.
Pamela mette Cesare a stecchetto perché ha il colesterolo alto: per lui resistere alla tentazione del cibo è molto dura, così paga il medico del centro prelievi affinché gli dia i risultati delle analisi di un ventenne sano come un pesce.
Jay è tornato in Italia e Maya lo porta al Boombay per raccontargli la verità: il ragazzo la prende molto male e chiede di restare da solo.
Jay si ubriaca, al punto da non riuscire a reggersi in piedi, così Marco e Francesco lo portano in un hotel dove fargli passare la sbornia.
Jay promette che si vendicherà su colui che gli ha portato via la donna: Marco ha paura, anche perché Jay sostiene di averlo già incontrato da qualche parte.
Maya teme che Jay possa fare qualche pazzia e lo raggiungono mentre sta dando in escandescenza al ristorante dove Maya lo aveva portato nel suo ultimo soggiorno a Roma.
Marco confessa di essere lui l'uomo che sta cercando: Jay gli tira un pugno, ma poi gli chiede scusa e decide di accettare la cosa da perfetto gentleman.
Rudi sorprende Lisa con una dose di cocaina in mano: benché la ragazza sostenga di farne un uso saltuario, Rudi ne parla con Diego, il quale scopre che la sorella è venuta via da Milano per sfuggire al suo spacciatore, con il quale è indebitata fino al collo.
Lisa ha urgente bisogno di 15000 € e Diego chiama Granchio per rubare un'automobile: il proprietario li scopre e allerta la polizia.
Mentre Granchio viene immobilizzato dall'agente, Diego riesce a mettersi in fuga, però è stato riconosciuto da Germana: Stefania, convinta che Diego sia ritornato sulla cattiva strada, decide di far revocare l'affido.
- Altri interpreti: Margot Sikabonyi (Lisa Bucci), Vanni Bramati (chef Lucio Vigiani).
- Nota: questo episodio viene contrassegnato dal "pallino giallo" (bambini con adulti a fianco) dalla segnaletica per minori adottata da Mediaset.
- Ascolti Italia: telespettatori 3 967 000 - share 13,39%[15]

## Inutile nascondersi
- Diretto da: Francesco Pavolini
- Scritto da: Eleonora Babbo, Valerio Cilio, Federico Favot, Simona Giordano

### Trama
Rudi ha intenzione di approfittare dell'assenza del padre per organizzare un torneo di Texas hold'em in bottiglieria, così da racimolare in brevissimo tempo la somma necessaria al pagamento del debito di Lisa.
Ezio viene messo al corrente della faccenda e cerca in ogni modo di tenere Cesare lontano dalla bottiglieria: proprio quella sera aveva noleggiato un maxi-schermo per far pagare la visione della partita, ma Ezio riesce a convincere lui e Salvatore a guardarla a casa di Giulio.
Di fronte allo strano comportamento di Ezio, Salvatore mette in testa a Cesare l'idea che l'amico abbia problemi di alcolismo: inizialmente Cesare non gli crede, ma poi vede che è sempre in giro con delle bottiglie e pensa che sia la verità.
La serata della bisca clandestina non va a buon fine: Diego punta disperatamente alla vittoria di tutti i soldi, ma perde la mano.
Alice fa capire a Rudi che Lisa sta continuando a drogarsi, nonostante in questo momento tutti stiano cercando di aiutarla: Rudi decide comunque che sarà necessario organizzare un'altra serata.
Salvatore tenta di curare Ezio attraverso l'ipnosi: durante la seduta arriva Barilon, il quale involontariamente induce Cesare ad andare a controllare la situazione in bottiglieria.
Cesare manda via tutti e minaccia Rudi di fargliela pagare: Lisa si assume tutta la responsabilità dell'accaduto e spiega il motivo per il quale hanno organizzato la bisca.
Ezio e Diego vanno a trattare dallo spacciatore, senza riuscire però a smuoverlo dalla sua posizione: proprio in quel momento arriva una volante della polizia che arresta lo spacciatore.
Stefania dice di essere stata lei a chiamare le autorità perché sapeva che si stavano mettendo nei guai: la donna decide di riprendere Diego con sé e paga a Lisa la retta di una comunità di recupero per tossicodipendenti.
Maya viene avvertita da sua nonna che il padre ha avuto un malore ed è stato ricoverato in ospedale: le guardie non la fanno passare perché sua madre si rifiuta di riconoscerla come figlia.
Marco e Francesco elaborano un piano per farla entrare nella stanza del padre, eludendo la sorveglianza delle guardie: Maya chiede scusa a suo padre, ma si accorge che non è lui il paziente con il quale sta parlando.
Improvvisamente suonano le sirene perché il padre di Maya ha avuto un arresto cardiaco e viene portato in terapia intensiva: madre e figlia mettono da parte le proprie divergenze per stringersi insieme in un abbraccio.
Fortunatamente il Granduca supera la crisi, ma si rifiuta di vedere Maya: sua madre le chiede di aspettare perché prima o poi la perdonerà.
- Altri interpreti: Margot Sikabonyi (Lisa Bucci), Nino Frassica (Salvatore Incognito).
- Ascolti Italia: telespettatori 3 657 000 - share 15,64%[15]

## Siamo tutti così
- Diretto da: Francesco Pavolini
- Scritto da: Eleonora Babbo, Valerio Cilio, Federico Favot, Simona Giordano

### Trama
La puntata si apre con una grande cena a Casa Cesaroni, a cui partecipano Giulio, Lucia, Ezio, Stefania, Cesare e Pamela. Giulio chiede a Lucia e Stefania come vadano le cose in Libreria, e loro lo informano del fatto che il giorno dopo ospiteranno la scrittrice di un libro il cui argomento principale è la storia di due donne lesbiche che convivono. Questa donna verrà per presentare appunto il suo ultimo libro appena pubblicato. Così, Giulio ed Ezio esprimono il loro parere riguardo all'amore fra persone di sesso uguale: non è naturale, va oltre i confini della realtà. Stefania e Lucia non approvano affatto i pareri dei propri partner. Intanto gli adolescenti organizzano una gita per festeggiare la maturità, però devono scegliere una casa da affittare. Rudi e Diego mostrano alle ragazze una casa in spiaggia molto bella, e che potrebbero permettersi, anche se c'è un problema: quella casa è stato luogo di un delitto. Alice, Jolanda, Miriam, Regina e Budino non si fanno intimorire e così Rudi e Diego accettano di andare lì. Subito, però, organizzano uno scherzo memorabile a danno degli altri. Nel frattempo Marco e Maya sono disperatamente alla ricerca di una casa tutta loro, così da poter togliere il disturbo da Casa Cesaroni e, con l'aiuto di Francesco, trovano un appartamento bello, comodo e che Marco si può permettere. Ma c'è un problema: i proprietari l'hanno già affittato ad un'altra coppia. Maya propone a Marco di utilizzare il Metodo Cesaroni per prendersi l'appartamento. Ezio si intrufola in Libreria, dove c'è la presentazione del libro sulla storia delle due lesbiche, e lì vede Lucia e Stefania in status abbastanza intimo. Quando lo comunica in Bottiglieria a Giulio, l'oste è divertito dall'ennesimo sbaglio dell'amico meccanico, che però lo invita ad andare in Libreria per farglielo vedere coi propri occhi. Arrivati, Lucia e Stefania si trovano dietro ad un telo, dove si vedono solo le proprie sagome. Lì, sembra che Stefania e Lucia si stiano baciando e, schifati, Giulio ed Ezio ritornano in fretta alla Bottiglieria. Pochi secondi dopo, però, le due donne escono dal telo, e si scopre che Stefania stava solamente annusando dal braccio di Lucia il suo nuovo profumo. Quest'ultimo, assieme ad Ezio, pianifica un piano: quella sera, faranno capire alle proprie mogli che è meglio avere un uomo come convivente. Mentre Marco e Maya vanno all'appartamento per mettere in atto il Metodo Cesaroni contro la coppia cui era stata affittato l'appartamento, Rudi e Diego invitano tutti ad andare a giocare in spiaggia, mentre loro sistemano le cose. In realtà, iniziano a pianificare altri scherzi. Infatti, poco dopo, Jolanda trova nel proprio letto delle rose rosse, che si diceva fossero presenti nel periodo in cui fu commesso il delitto. Budino, fan dei film horror, ordina a tutti di restare uniti e non separarsi mai. Mentre fra Diego e Miriam sembra esserci un riavvicinamento, tutti si mettono a dormire. Quando si svegliano, mancano Rudi e Diego e ci sono impronte di sangue sulla finestra. Alice, però, sente odore di fragola, stesso odore sentito prima del viaggio nella valigia di Rudi, che viene colto in flagrante assieme a Diego nell'atto di riempire la piscina di finto sangue. La Cudicini invita gli amici a restare nella casa, perché era tutto uno scherzo, e si infuria col fratellastro, con cui riallaccia un rapporto amichevole più tardi. In quel momento, i due quasi si baciano, ma si rialzano e vanno a farsi una doccia. Marco e Maya convincono la coppia del fatto che avranno come vicina una anziana donna con la televisione ad altissimo volume e sempre accesa. I due li ringraziano per l'informazione e se ne vanno. La casa ora è di Marco e Maya, la quale però è un po' triste di averla ottenuta con l'inganno. Intanto, Giulio ed Ezio fanno passare una bellissima notte alle loro mogli, che, confrontandosi, capiscono che c'è qualcosa in ballo, dal momento che i rispettivi mariti le hanno fatto la stessa cosa. Così, andando in Bottiglieria, origliano e scoprono la verità: i due le credono lesbiche. Per ripicca, le due donne decidono di reggergli il gioco, andando in bagno assieme e uscendo sporche di rossetto l'una dell'altra sulle labbra e andando a letto assieme, fingendo di fare l'amore. Alla vista di questo, Giulio ed Ezio confermano la così temuta ipotesi. Le due donne fingono di aver deciso di voler vivere assieme a Casa Cesaroni, perché vorrebbero restare amiche degli ex mariti, che si arrendono e se ne vanno sconfortati. Lucia e Stefania decidono di sfruttare questa occasione per guardarsi un bel film e chiacchierare. Il giorno dopo, Maya e Marco stanno preparando gli scatoloni per trasferirsi nel nuovo appartamento, e il Marco, involontariamente, rivela al padre che quello di Lucia e Stefania era uno scherzo. Giulio ed Ezio meditano vendetta. Intanto, alla casa al mare, Rudi ed Alice finiscono la doccia e, usciti, trovano un mazzo di rose rosse che nessuno può aver portato in casa, dal momento che tutti gli altri sono fuori a giocare. Sentendo strani rumori, i due ragazzi si nascondono dentro un armadio, e sentono qualcuno avvicinarsi. I due stanno per baciarsi...quando irrompe Francesco, il mandante dei fiori. Tutti vanno via, tranne Alice e Francesco, desiderosi di passare un po' di tempo insieme. Rudi ed Alice si rivolgono un ultimo sguardo, in cui Rudi è sconsolato. Marco e Maya scoprono che il venditore dell'appartamento ha nel frattempo raddoppiato il prezzo di vendita, perciò non se lo possono più permettere. Nel contempo, Giulio ed Ezio si fingono gay davanti agli occhi delle mogli, che capiscono di aver esagerato e tremano, ma poi i mariti dicono loro la verità. Torna tutto alla normalità, fin quando qualcuno suona il campanello. Apre Marco e si ritrova davanti Eva, con in braccio la piccola Marta! Tutti la salutano, anche Marco e Maya, convinti del fatto che si fermerà lì solo per poco. La ragazza rivela, però, che è tornata per restare.
- Nota: questo episodio viene contrassegnato dal "pallino giallo" (bambini con adulti a fianco) dalla segnaletica per minori adottata da Mediaset.
- Ascolti Italia: telespettatori 4 102 000 - share 14,63 %

## Uguali e diversi
- Diretto da: Francesco Pavolini
- Scritto da: Eleonora Babbo, Valerio Cilio, Federico Favot, Simona Giordano

### Trama
Pamela è andata per qualche giorno fuori Roma ed è Cesare a occuparsi della figliastra Matilde. Un giorno va a scuola per prenderla quando incontra Carla Magali, sua vecchia conoscenza, nonché madre di Belinda, compagna di scuola di Matilde e Mimmo. Carla, che era stata innamorata di Cesare, ha nel frattempo scoperto un pacchetto di sigarette a casa e rimprovera e umilia Belinda senza però prove sufficienti; Cesare allora, imbufalito fa lo stesso con Matilde. Carla approfitta di questo incontro per provarci nuovamente con Cesare, e usa come pretesto l'organizzazione di un collettivo, alla presenza di Stefania, dei genitori sull'educazione dei figli nei riguardi del fumo. La sera stessa Cesare e Carla scoprono tramite un biglietto che le due figlie, accusate ingiustamente, per vendicarsi sono andate in discoteca di nascosto. Dunque i due vanno immediatamente alla discoteca ad aspettarle. Nel frattempo Giulio ed Ezio avevano deciso di pedinare Cesare, perché sospettosi degli atteggiamenti di Carla nei confronti del fratello. I due quindi avevano seguito Cesare ed erano rimasti anche loro in attesa alla discoteca, preoccupatissimi di quello che potesse succedere. All'alba la discoteca chiude e Cesare riporta tutti a casa propria. Ma successivamente mentre Cesare e Carla erano a scuola per parlare con Stefania del fumo (alla presenza anche di Lucia), irrompe Pamela che vede Carla attaccata a Cesare. Pamela chiede spiegazioni, e la donna dice che loro due si sono baciati. Cesare nega tutto, perché in realtà era stato baciato a tradimento, ma Pamela non vuole sentire spiegazioni e se ne va infuriata, suscitando lo sdegno anche di Stefania e Lucia nei confronti di Cesare. Allora questo organizza in bottiglieria un incontro chiarificatore con Pamela. Ma Ezio come al solito si lascia scappare la parola di troppo (ovvero che Cesare e Carla avevano passato la notte in macchina), e Pamela, che non crede a Cesare, annuncia che se ne andrà via di casa e che contatterà subito un avvocato. Cesare non ci sta e organizza un piano con la collaborazione di Giulio ed Ezio per liberarsi di Carla e convincerla a dire la verità: approfittando dell'invito a cena da parte di Carla, Cesare fa venire a sorpresa il fratello e l'amico a casa della donna, con il compito preciso di mettere la casa a soqquadro (Carla è invece una maniaca dell'igiene e dell'ordine), guardando nel frattempo la partita della Roma e giocando a carte. Il piano funziona, e il giorno dopo Carla si presenta in bottiglieria e dice la verità; e Pamela, con qualche esitazione, perdona Cesare. E poco dopo compare anche Mimmo che confessa che erano sue le sigarette, ma che non gli piacevano e promette al padre di non fumare più.
Nel frattempo Eva ha confidato a Lucia che non vuole solo restare, ma anche riprendersi Marco. Lucia cerca di farle capire che Marco ama Maya e che ora è di nuovo felice, ma Eva non ci sta e dice alla madre di lasciare che lei se lo riprenda di nuovo, usando anche il pretesto della figlia generata insieme. Allora cerca di coinvolgere Marco ad accompagnarla in giro, a passare del tempo con lei. Maya capisce che Eva sta mirando a Marco, ma il ragazzo invece no. Nonostante ciò lui rassicura Maya sul fatto che ancora la ami, indipendentemente dalla presenza di Eva e di Marta. Ma la situazione comunque non è semplice, perché Marco si trova a dover gestire un triangolo inatteso e certamente molto spiacevole, vista la presenza della figlia, a cui è molto legato.
Rudi intanto decide di parlare con Francesco e di spiegargli il perché dell'astio nei suoi confronti, ovvero Alice. Rudi è ancora innamorato di Alice, soprattutto non ha accettato che il bacio alle terme sia stato solo un episodio, un episodio però che Alice ha chiesto al fratellastro di tenere segreto. E come se non bastasse ci si mette anche lo stesso Francesco a peggiorare le cose, quando confida a Rudi di voler chiedere ad Alice di andare a vivere da lui, ma allo stesso tempo chiedendogli di non dirlo alla ragazza, perché per lei dovrà essere una sorpresa. E ciò rende Rudi ancora più turbato e sconsolato, oltre che in difficoltà, dovendo mantenere ben due segreti.
- Ascolti Italia: telespettatori 4 054 000 - share 18,23 %

## Un vero dramma
- Diretto da: Francesco Pavolini
- Scritto da: Eleonora Babbo, Valerio Cilio, Federico Favot, Simona Giordano

### Trama
Cena a casa Cesaroni con Giulio, Lucia, Cesare, Pamela, Ezio, Stefania e Mimmo. Stefania manda una frecciata abbastanza esplicita al marito sul fatto che lui non ha pagato ancora la multa che aveva ricevuto sei mesi prima. Ezio, offeso e umiliato, si alza da tavola e torna a casa propria. Il giorno dopo in bottiglieria Giulio e Cesare scoprono che un tal Brambilla, truffatore che si era spacciato, fra le altre figure, per capitano e prete, è stato arrestato. Ezio allora si fa passare il giornale e scopre che quel Brambilla non era altro che il (sedicente) prete che aveva sposato lui e Stefania: il matrimonio quindi non è valido. Giulio e Cesare allora suggeriscono all'amico di risposarsi, ma Ezio invece vuole cogliere la palla al balzo per lasciare Stefania e rifarsi una vita da single. Nel frattempo Lucia ha svelato la stessa notizia a Stefania, che intanto si è pentita per come ha trattato il marito. Stefania quindi si presenta in bottiglieria con dei dolci per chiedere perdono a Ezio, ma lui invece le annuncia che la vuole lasciare. Stefania è furibonda, mentre Giulio, Cesare e Lucia sono increduli. Alla fine dopo che sia Ezio che Stefania hanno partecipato a serate per single, i fratelli Cesaroni decidono che è giunto il momento di riconciliare i Masetti. E con la complicità di Lucia e Pamela portano Ezio e Stefania sul battello dove credevano di essersi sposati. Nessuno dei due vuole rinunciare alla libertà che si ha senza il vincolo matrimoniale, e allora si rinconciliano ma senza risposarsi: saranno semplicemente amanti.
Francesco ha fatto l'attesa sorpresa ad Alice, ovvero la proposta di convivenza dopo la vacanza in Grecia. Alice è entusiasta e comincia anche a perdere la testa e a distogliersi da quelli che sarebbero i suoi veri doveri, ossia lo studio per l'imminente esame di maturità. E intanto Rudi è tormentato, sia dallo studio sia dal pensiero di Alice. Una sera Rudi appende al muro dei post-it con scritta su ognuno una "pillola" di studio, ma in uno di questi bigliettini scrive invece "Alice ti amo". Il giorno dopo la ragazza, che stava finendo di ripassare mentre Rudi dormiva, vede il biglietto del fratellastro e va in totale confusione mentale. E anche il giorno del primo scritto Alice non fa altro che pensare a quell'"Alice ti amo".
Nel frattempo Eva sta proseguendo il suo piano per riconquistare l'amore di Marco, cercando di fare leva più possibile sulla figlia Marta. Gli fa pure saltare un appuntamento a teatro con Maya, ma invano, perché Marco ama comunque quest'ultima. Le cose però si complicano la sera in cui Eva scopre le sue carte di fronte a Marco, dicendogli che lo ama ancora e cercando di baciarlo. Marco si scansa, ma allo stesso tempo non ha il cuore di ferire Eva dicendole che fra loro due è finita. Torna a casa di Maya, confuso, e la principessa capisce subito dallo sguardo di Marco cosa possa essere successo. La mattina dopo Marco vuole spiegare la situazione a Maya, ma trova invece la nonna della ragazza che rincara la dose, e che gli consegna un biglietto, scritto dalla nipote. Un biglietto molto toccante, in cui Maya dice a Marco che sconsolata, delusa e presa in giro, se ne è andata. E Marco è sempre più confuso e non capisce più nemmeno lui cosa voglia in quel momento.
- Ascolti Italia: 5 190 000 - share 18,52%

## Ci sono della gente che non li fanno più
- Diretto da: Francesco Pavolini
- Scritto da: Eleonora Babbo, Valerio Cilio, Federico Favot, Simona Giordano

### Trama
Oramai è finito un altro anno scolastico, è il momento degli esami per Alice e Rudi. Cesare in
occasione del trentesimo anniversario della morte di suo padre Tiberio Romolo, vuole fare una sorpresa ai fratelli Giulio e Augusto, tornato per l'occasione a Roma. Ha comprato infatti una cappella di famiglia per sé stessi e per i genitori. Quando si apre la vecchia tomba di Romolo e della moglie per traslare la salma, però, si scopre che non c'è nessuna bara all'interno. Cesare è sconvolto e poco dopo riceve una telefonata dai sequestratori che chiedono un riscatto da pagare per il corpo; l'oste Cesaroni si piega al ricatto e accetta di pagare. Una volta rientrato in possesso della bara, la trova però vuota e vorrebbe chiamare la polizia. A questo punto intervengono Giulio e Augusto, confessando che erano stati loro ad organizzare il finto furto, che il sequestratore era Ezio travestito e che la tomba del loro padre non è mai stata vicino a quella della madre, ma si trova in realtà in un altro cimitero. Infatti Romolo aveva un'amante, Norina Vitale, con cui aveva chiesto di essere seppellito e aveva chiesto a Giulio ed Augusto che Cesare non ne venisse mai a conoscenza. L'oste, così ligio alle tradizioni familiari, è disgustato e vuole rompere i ponti con la sua famiglia cambiando lavoro, quartiere e addirittura cognome. Nel frattempo Lucia litiga con Alice perché ha fatto male gli esami scritti e crede che la causa siano i pensieri della figlia per l'imminente convivenza con Francesco, cosa su cui la donna non si trova per nulla d'accordo. La giovane ribatte che farà bene gli orali e che la sua storia d'amore è una cosa seria. Rudi, che nel frattempo si è finalmente deciso a dichiararsi, sente la discussione tra le due e perciò desiste; anzi incoraggia Lucia ad acconsentire alla figlia. La vera ragione del turbamento di Alice è però il sospetto che il fratellastro si sia innamorato di lei.
Tutti i ragazzi, compresi Rudi e Alice, superano gli esami orali, lasciano il liceo promossi e per festeggiare il diploma si organizza alla sera una festa nel cortile della scuola, dove cantano i Senza Nome, tra cui Rudi. Per Miriam e Diego si presenta quindi l'occasione di riavvicinarsi. Alice invece è sempre più confusa riguardo ai sentimenti di Rudi e quindi gli scrive una lettera dove lo esorta a farsi avanti se è davvero interessato a lei. La busta però non arriva nelle mani del giovane Cesaroni e così la ragazza, intuendo di non essere contraccambiata, parte con Francesco in Grecia per tutta l'estate.
Dopo la rottura con Maya, Marco sembra ritrovare un po' di serenità grazie ad Eva e alla piccola Marta. È però molto confuso e ha continue visioni di Maya. Alla fine riesce a riordinare le sue idee, si rende conto di amare solo Maya e lo confessa ad Eva, che, forte del fatto che ella in una situazione dove Marco era confuso era riuscita a baciarlo, si era illusa di poterlo riconquistare e che perciò si dispera. Marco quindi corre a prendere un aereo per raggiungere l'amata Maya e potere finalmente vivere insieme la loro storia d'amore a Londra.
Giulio e Augusto intanto cercano di recuperare i rapporti con Cesare, consegnandogli una finta lettera di scuse del padre. Cesare, anche se capisce che si tratta di un falso, apprezza il gesto e decide di perdonare i fratelli ed Ezio, non essendo stata colpa loro. Dato che il padre aveva chiesto di rimanere con la sua amante, l'oste conviene di ospitare anche Norina nella tomba di famiglia, esclamando «Saremo una famiglia allargata in eterno!». Ma, per ironia del destino, mentre stanno sistemando le ultime formalità per traslare le due salme con l'aiuto di Ezio e le loro firme, scoprono che il padre aveva un quarto figlio di cui anche Giulio e Augusto non sapevano nulla, nato dalla relazione con la sua amante. Romolo aveva detto all'impresario funebre che erano quattro i suoi figli, riconoscendo in punto di morte e senza testamento anche quello illegittimo, e ora il nuovo impresario (figlio di quello precedente defunto) comunica ai fratelli Cesaroni la verità. I tre rimangono scioccati, alla fine dell'episodio, decidendo di iniziare le ricerche sul figlio di Norina; così Augusto si trasferisce da Giulio, fino a quando non verrà trovato il misterioso quarto fratello.
- Altri interpreti: Maurizio Mattioli (Augusto Cesaroni).
- Nota: l'episodio ha una durata di 72 minuti. Inoltre, come già successo similmente nel finale della terza stagione, i titoli di coda scorrono sulle immagini dell'incontro tra Marco e Maya sulle note di Ora basta ti prego resta (tratta da Oro trasparente e le nuove canzoni de i Cesaroni).
- Ascolti Italia: telespettatori 4 926 000 - share 24,96%